# ActionScript
ActionScript là một ngôn ngữ lập trình hướng đối tượng (object-oriented programming language) với các đối tượng như class, interface và packages được dùng cho các văn lệnh kịch bản (script) cho các phim dùng Adobe Flash. Việc sử dụng ActionScript sẽ dễ dàng hơn nếu biết JavaScript.

## Các đặc điểm
- Khai báo chặt chẽ: khai báo rõ ràng về biến, tham số hàm, kiểu hàm trả về. Ví dụ sau khai báo một biến tên username với kiểu String:

var userName:String = "";
- Trình biên dịch có thể báo lỗi: Nếu có sai sót trong quá trình thực hiện, trình biên dịch sẽ cảnh báo và đưa ra thông báo lỗi chính xác. Điều này nhanh hơn nhiều so với việc tìm lỗi thủ công.